# Moriya
Moriya (守谷市 -shi) é uma cidade japonesa localizada na província de Ibaraki.
Em 2003 a cidade tinha uma população estimada em 52 408 habitantes e uma densidade populacional de 1,470,90 h/km². Tem uma área total de 35,63 km².
Recebeu o estatuto de cidade a 2 de Fevereiro de 2002.

## Cidades-irmãs
- Greeley, Estados Unidos
- Mainburgo, Alemanha